# 脒
脒是一类含氮有机化合物，是羧酸的含氮衍生物。最简单的脒是甲脒（HC(=NH)NH2）。常见的脒包括DBN、DBU和三氮脒等。低级的脒有毒。

脒的通式。

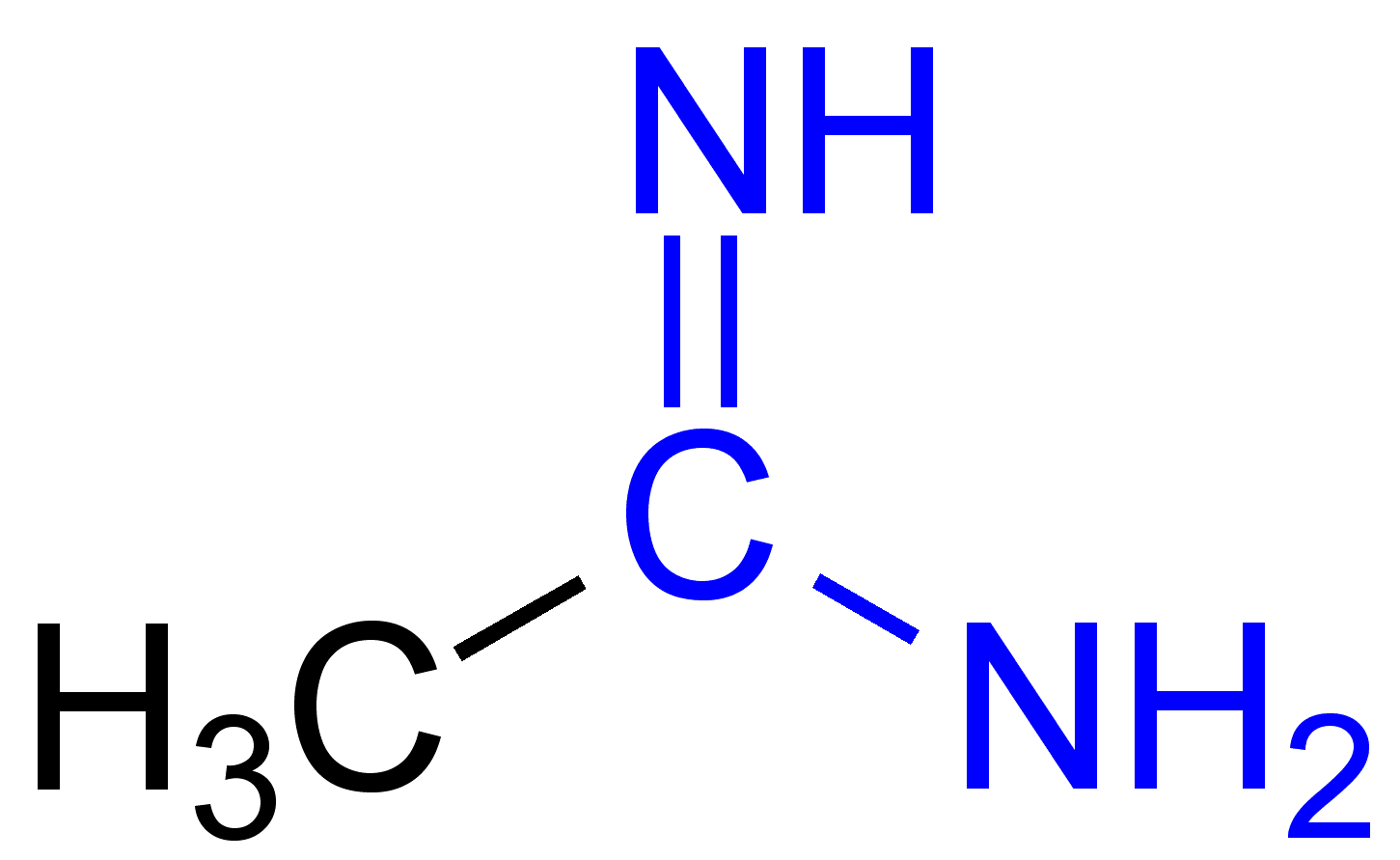
乙脒的结构。

脒具碱性，可以和酸形成稳定的盐，常用作杂环化合物的合成前体，有些脒类也是药物。脒可通过平纳反应制取。